# Johan Faye
Johan Mohr Faye (* 16. Mai 1889 in Bergen; † 16. September 1974 in Drøbak) war ein norwegischer Segler.

## Erfolge
Johan Faye, der beim 	Bergens Seilforening segelte, gewann 1920 in Antwerpen bei den Olympischen Spielen in der 7-Meter-Klasse die Silbermedaille. Er war Skipper der Fornebo, deren Crew aus Sten Abel, Christian Dick und Niels Nielsen bestand, die mit dem britischen Boot Ancora von Skipper Cyril Wright lediglich einen Konkurrenten hatte. Die Fornebo gewann die erste Wettfahrt, doch die Ancora sicherte sich jeweils den Sieg in der zweiten und dritten Wettfahrt und schloss die Regatta dadurch auf dem ersten Platz ab.
Von 1915 bis 1917 war Faye Büroleiter bei der State Provisions Commission, im Jahr darauf wurde er für 15 Jahre Manager bei der Zeitung Norges Handels og Sjøfartstidende.